# Forêt de Lorge
 (novembre 2020).
Si vous disposez d'ouvrages ou d'articles de référence ou si vous connaissez des sites web de qualité traitant du thème abordé ici, merci de compléter l'article en donnant les références utiles à sa vérifiabilité et en les liant à la section « Notes et références ».
La forêt de Lorge (également connue sous le nom de forêt de Quintin, parfois aussi appelée forêt de l'Hermitage) est située dans le département des Côtes-d'Armor en Bretagne à environ 25 km au sud de Saint-Brieuc, et s'étend en partie sur la commune de Plœuc-L'Hermitage.

## Géographie
La forêt de Lorge a une superficie de 1 900 hectares. L'altitude minimale de la forêt est de 207 mètres et son altitude maximale est de 318 mètres.
Le site inclut les landes de Lanfains, colline et versants de faible pente formant un ensemble de landes dominant la région, la cime de Kerchouan, important relief (318 m) constitué de schistes et quartzites métamorphisés au contact du granite de Quintin et occupé par des boisements et des landes plus ou moins tourbeuses, ainsi que des éléments du vaste massif forestier que forment les forêts de Lorge et du Perche.
Le secteur est caractérisé par un complexe de landes sèches sommitales sur sol superficiel, landes humides tourbeuses (habitat prioritaire), de tourbières, hêtraie (notamment hêtraie de l'Asperulo-Fagetum).

## Histoire

### Le haut fourneau du Pas de Lanfains
Le comte de Choiseul, héritier des terres de Lorge en 1781, fit construire un haut-fourneau au Pas de Lanfains en 1827, afin d'exploiter le minerai de fer local. La famille Allenou le racheta en 1837. L'usine survécut jusque dans la décennie 1880, transformée en simple fonderie et employant une trentaine d'ouvriers fondeurs, mais procurant en tout de 300 à 400 emplois en comptant les mineurs, les bûcherons, les charbonniers, les transporteurs, etc..

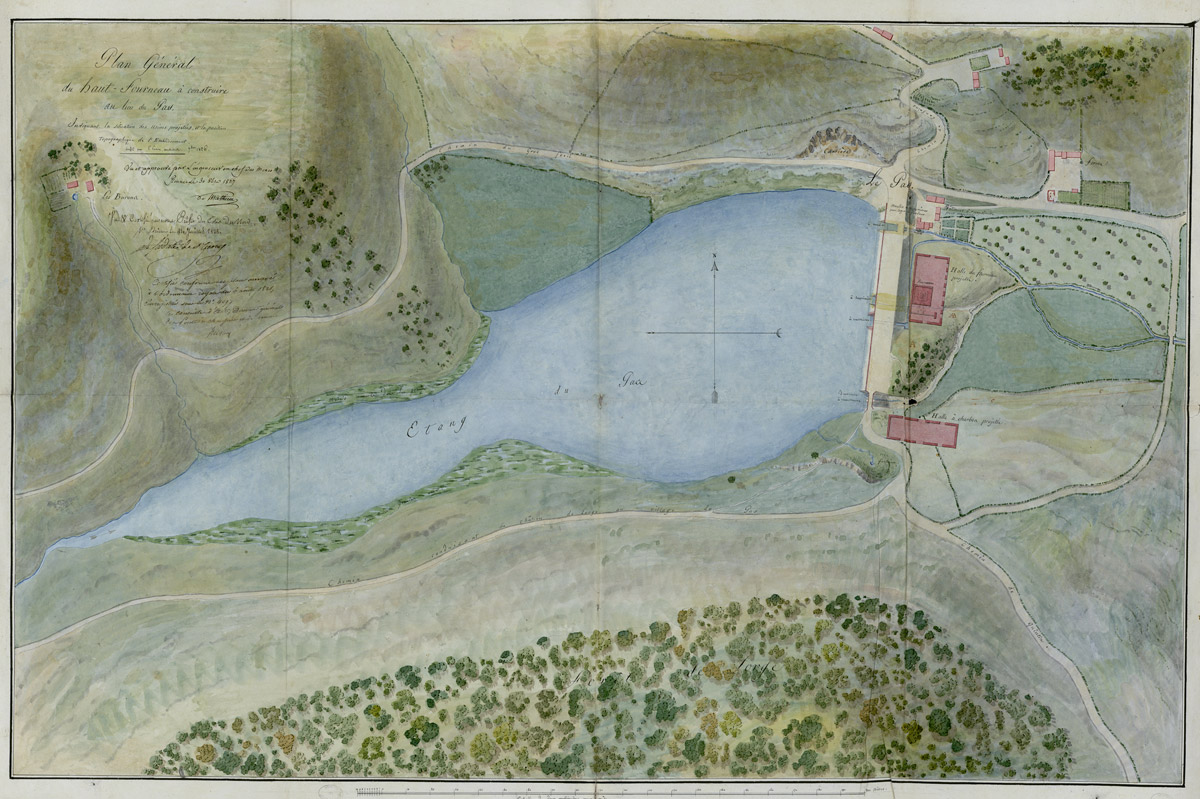
Plan général du haut-fourneau à construire au lieu du Pas, 1826 (AD22 3P1/8)

### La Seconde Guerre mondiale

#### La Résistance
La forêt de Lorge fut pendant l'Occupation un centre de rassemblement pour les résistants et de cachés d'armes pour les maquis.

#### Les charniers de résistants
Plusieurs exécutions ont été réalisées durant l'été 1944 sur le territoire de L'Hermitage-Lorge par les SS, la Gestapo et des miliciens du Bezen Perrot. Plusieurs charniers sont découverts dans les mois qui suivent la Libération. Ces diverses fosses sont communément situées dans la forêt de Lorge alors que cette partie boisée est en fait la forêt de la Perche. Les fusillés sont des résistants mais aussi des otages.
La première découverte de corps a eu lieu en août 1944. La quête de Jean-Marie Madigou de Louargat qui recherche son fils Roger, un FTPF arrêté le 6 mai 1944 à Saint-Paul à  Louargat, se termine ainsi dans la forêt de la Perche le long de l'actuelle Route Départementale no 81, près du Gravelet. Dix-neuf corps sont finalement sortis du charnier le 18 octobre 1944. Ce sont les corps de dix-neuf résistants FTPF fusillés le 6 mai 1944 au camp de manœuvre de Ploufragan. Aucun monument mémoriel n'a été réalisé sur place.
Le second charnier est découvert le 20 octobre 1944 dans la fosse du Champs des Martyrs, à environ 500 mètres au Sud du hameau des Forges. On y retrouve les corps de six résistants fusillés en ce lieu le 8 juillet 1944.
Le troisième charnier est découvert le 28 octobre 1944 à La Butte Rouge, à environ 300 mètres au Sud-Est du hameau des Forges. Un ancien sentier conduisait depuis la route jusqu'aux fosses. Un nouveau sentier a été aménagé depuis à partir de l'aire de la Butte Rouge. Une exploitation artisanale de minerai de fer s'y trouvaient autrefois et a laissé de nombreuses excavations sur le terrain. Ces fosses sont utilisées durant l'été 1944 par la Gestapo et les SS pour fusiller des résistants et des otages passés par leur centre d'interrogatoire situé dans l'ancienne école communale publique des garçons à Uzel, à trois kilomètres de là. Amenés sur place en camion par petits groupes, fusillés, pendus ou achevés d’une balle dans la nuque, les martyrs sont ensuite jetés dans les fosses. En octobre 1944, un agriculteur des Fosses découvre le charnier. Trente-cinq corps sont sortis des fosses. Parmi eux se trouve le corps de Mireille Chrisostome. Deux d'entre eux n'ont jamais pu être identifiés.
Le corps de Joseph Le Botlan est retrouvé en 1947 à un kilomètre des Forges. Il a été exécuté par les miliciens le 2 juillet 1944 mais n'est pas passé par l'école d'Uzel.
Un Monument commémoratif a été érigée sur l'aire de la Butte Rouge à L'Hermitage-Lorge pour honorer la mémoire de tous ces fusillés (les 19 de Ploufragan, les 6 du Champ des Martyrs, les 35 de La Butte Rouge et en fin celui Joseph Le Botlan découvert en 1947). Il comporte aujourd'hui 53 noms et mentionne en plus les deux inconnus qu'il n'a jamais été possible d'identifier (numéros 15 et 21). Ces deux inconnus reposent au cimetière de l'Hermitage-Lorge.
Le destin de certains martyrs « de la forêt de Lorge » (en fait, la forêt de la Perche) est évoqué dans les livres Un canton breton en 1939-1945 et Cadoudal, Episodes de la Résistance
Malheureusement, le 15 juillet 2022, les tombes ont été profanés et les suspects n'ont toujours pas été identifiés